# Yentl (саундтрек)
Yentl — саундтрек в исполнении Барбры Стрейзанд к одноименному музыкальному фильму 1983 года. Продюсерами альбома выступили Стрейзанд и Алан и Мэрилин Бергман, который также написали тексты всех песен, а аранжировки были созданы Мишелем Леграном. Альбом попал в топ-10 альбомного чарта США Billboard 200 и был сертифицирован как платиновый. Согласно журналу Digital Audio & Compact Disc Review, продажи альбома в мире достигают 3,5 миллионов копий.

## Об альбоме
Супруги Алан и Мэрилин Бергман разделяли энтузиазм Стрейзанда о проекте Йентл с тех самых пор, как она впервые прочитала эту историю в 1968 году. Их крепкая дружба со Стрейзанд, а также понимание истории, определили их выбор Стрейзанд как авторов песен для фильма. Подобно этому, давняя дружба Стрейзанд и Бергманов с Мишелем Леграном определили его выбор как композитора фильма.
Стрейзанд рассказывала: «Изначально я не планировала создавать музыкальный фильм, но я рада, что изменила решение. Как только Йентл покидает свою деревню, она начинает секретную жизнь, о которой она ни с кем не может поделиться, и все мы решили, что лучшим способом показать её внутренний голос являлась музыка. Я надеялась, что музыка сделает фильм более поэтичным, усилит эмоциональную сторону истории так, как может делать только музыка. Вначале мы волновались о том, как отреагирует зритель на данный способ, но ведь на самом деле не было лучшего способа показать уникальную натуру Йентл». Мэрилин Бергман добавляла: «Мы часто обсуждали возможность использования музыкальных номеров и от других персонажей. У Мэнди Патинкина невероятно красивый голос, но в итоге мы решили не нарушать историю фильма, рассказанную от первого лица. Авигдор и Хадасс могут свободно выражать свои чувства, только скрывающаяся Йентл не может этого». По словам Алана Бергмана: «Использование музыки в Йентл отличается от обычных мюзиклов тем, что действие фильма не останавливается на время музыкального номера. Музыка и история идут параллельно. Текст песни важен для истории, друг без друга они существовать не могут».
Помимо песен прозвучавших в фильме, Фил Рамон спродюсировал для альбома студийные версии четырёх песен —- «The Way He Makes Me Feel», «No Matter What Happens», «Papa Can You Hear Me», «Piece of Sky». Решение перезаписать часть песен в поп-версиях пришло по настоянию представителей Columbia Records, которые не видели на оригинальном альбоме материал для синглов. Изначально Стрейзанд планировала отказаться от релиза синглов, так как боялась, что поп-версии нарушат идею песен, однако конечные варианты записей её удовлетворили. Поп-версии «Papa Can You Hear Me» и «Piece of Sky» в альбом не вошли и по сей день остаются неизданными.
Альбом был номинирован на премию «Грэмми» за лучший саундтрек для визуальных медиа. Песни «Papa Can You Hear Me» и «The Way He Makes Me Feel» были номинированы премию «Оскар» за лучшую песню к фильму.
| Оценки критиков | Оценки критиков |
| Источник        | Оценка          |
| --------------- | --------------- |
| AllMusic        | [ 6 ]           |
| RPM             | без оценки      |

## Коммерческий успех
Саундтрек дебютировал в чарте Billboard 200 с 82 места 26 ноября 1983 года, достигнув 9 позиции 7 января 1984 года и оставаясь в чарте 26 недель. 9 января 1984 года альбом был сертифицирован как платиновый.
Первый сингл с альбома, «The Way He Makes Me Feel», вышел в октябре 1983 года. Стартовав в Billboard Hot 100 с 80 места 22 октября, сингл достиг в итоге 40 позиции и провел в чарте 15 недель. Вторым синглом с альбома должна была стать песня «No Matter What Happens», однако вместо неё в январе 1984 года вышел сингл «Papa, Can You Hear Me?», в топ-100 песня не попала.

## Список композиций
1. «Where Is It Written?» — 4:52
2. «Papa, Can You Hear Me?» — 3:29
3. «This Is One of Those Moments» — 4:07
4. «No Wonder» — 2:30
5. «The Way He Makes Me Feel» — 3:44
6. «No Wonder» (Part Two) — 3:19
7. «Tomorrow Night» — 4:43
8. «Will Someone Ever Look at Me That Way?» — 3:03
9. «No Matter What Happens» — 4:03
10. «No Wonder» (Reprise) — 1:05
11. «A Piece of Sky» — 4:19
12. «The Way He Makes Me Feel» (Studio version) — 4:09
13. «No Matter What Happens» (Studio version) — 3:18

## Чарты
| Чарт                                   | Место |
| -------------------------------------- | ----- |
| Australian Kent Music Report           | 24    |
| Austrian Albums Chart                  | 7     |
| Canadian RPM Albums Chart              | 16    |
| Dutch Mega Albums Chart                | 6     |
| New Zealand Albums Chart               | 19    |
| Swedish Albums Chart                   | 29    |
| Spain Album Charts                     | 2     |
| UK Albums Chart                        | 21    |
| U.S. Billboard 200                     | 9     |
| West German Media Control Albums Chart | 26    |

## Сертификации
}
}
}
}
| Регион                                                      | Сертификация | Продажи    |
| ----------------------------------------------------------- | ------------ | ---------- |
| Австрия (IFPI Austria)                                      | Золотой      | 25 000*    |
| Канада (Music Canada)                                       | Платиновый   | 100 000^   |
| Великобритания (BPI)                                        | Золотой      | 100 000^   |
| США (RIAA)                                                  | Платиновый   | 1 000 000^ |
| ^ Данные о тиражах приведены только на основе сертификации. |              |            |